# Eugeniusz Aleksandrowicz
Eugeniusz Aleksandrowicz (ur. 6 września 1949 w Grzegrzółkach) – polski polityk i przedsiębiorca, poseł na Sejm I kadencji.

## Życiorys
Ukończył w 1984 studia na Wydziale Ekonomiki Transportu Uniwersytetu Gdańskiego. Pełnił funkcję przewodniczącego Zarządu Wojewódzkiego Stowarzyszenia PAX w Płocku. W latach 1991–1993 z ramienia Kongresu Liberalno-Demokratycznego sprawował mandat posła na Sejm z okręgu płocko-skierniewickiego. Należał następnie do Unii Wolności (kandydował z jej listy w wyborach w 1997), od 2001 związany z Platformą Obywatelską.